# Визнати винним
«Визнати винним» (рос. «Признать виновным») — радянський художній фільм 1983 року.

## Сюжет
Розповідь про будні інспектора міліції у справах неповнолітніх Вороніна, який намагається організувати дозвілля підлітків і зацікавити їх корисною для району справою. Давно спостерігаючи за дев'ятикласником Миколою Бойко, ватажком місцевої банди, інспектор так і не зміг врятувати від в'язниці хлопця, якому по-своєму симпатизував.

## У ролях
- Олександр Михайлов —  Сергій Анатолійович Воронін, капітан міліції, старший інспектор карного розшуку
- Володимир Шевельков —  Микола Бойко
- Ігор Рогачов —  Віктор Владимиров, приятель Миколи
- Олександр Сілін —  Слава Горяєв, приятель Миколи
- Марина Яковлєва —  Юля Сафонова
- Віра Сотникова —  Ольга, подруга Миколи, перукар
- Ірина Мірошниченко —  Вікторія Павлівна Бойко, мати Миколи, журналістка
- Валентин Пєчніков —  Сайкин, побитий п'яниця
- Володимир Корецький —  Олександр Петрович Бойко, батько Миколи
- Любов Соколова —  Марія Василівна, бабуся Віктора
- Юрій Назаров —  Матвій Ізотович Горяєв, майстер, батько Слави
- Володимир Широков —  Єгор
- Георгій Куликов —  директор школи
- Олена Валаєва —  Тамара Іванівна, класний керівник 9-А, вчителька англійської мови
- Анатолій Грачов —  Ігор Борисович Владимиров, батько Віктора
- Лариса Блінова —  Олександра Іванівна Горячева, мати Слави
- Майя Булгакова —  Мухіна, постраждала
- Лариса Лужина —  Людмила Владимирова, дочка Марії Василівни, мати Віктора
- Євген Красавцев —  Мухін, дебошир з рушницею
- Арніс Ліцитіс —  пограбований водій
- Сергій Жигунов —  Андрій
- Клавдія Козльонкова —  перукар
- Галина Орлова —  офіціантка
- Дмитро Орловський —  Іван Михайлович Назаров, громадський працівник
- Людмила Карауш —  приймальниця в майстерні
- Дмитро Шпаро —  Дмитро Ігорович Шпаро, лектор в шкільному клубі
- Андрій Юренєв —  замовник в майстерні
- Антон Вознесенський —  Петька

## Знімальна група
- Сценарій: Юрій Іванов, Володимир Карасьов
- Текст пісень:  Ігор Вознесенський
- Кінорежисер-постановник:  Ігор Вознесенський
- Кінооператор-постановник: Анатолій Буравчиков
- Художник-постановник: Фелікс Ростоцький
- Художник по костюмах: Наталія Ростоцька
- Композитор:  Олександр Журбін
- Звукооператор: Ігор Строканов
- Кінорежисер:  Ніна Іванова
- Кінооператор: Микола Підземельний
- Редактор: Вікторія Святковська
- Художник-гример: Людмила Лібіна
- Монтажер: Галина Дмитрієва
- Директор знімальної групи: Тагі Алієв